# Broadway Arizona
Pour plus de détails, voir Fiche technique et Distribution.
Broadway Arizona est un film américain réalisé par Lynn Reynolds, sorti en 1917.

## Synopsis
En vacances à New York, le riche éleveur de bétail John Keyes tombe amoureux de Fritzi Carlyle, une vedette de comédies musicales. Voyant là une opportunité, l'attaché de presse de Fritzi l'encourage à accepter la proposition de mariage qui lui est faite, dans le but de la refuser le lendemain pour avoir ainsi de la publicité dans les journaux. Le cœur brisé, Keyes retourne en Arizona, pendant que Fritzi continue à jouer. Mais lorsque John apprend que Fritzi est en dépression nerveuse, il revient dans l'Est pour kidnapper Fritzi et l'emmener en Arizona. Là-bas, le climat fait merveille et elle se remet rapidement. Pendant ce temps, son metteur en scène envoie des détectives à sa recherche. Lorsqu'ils arrivent en Arizona et qu'ils s'apprêtent à arrêter Keyes, Fritzi explique que tout cela n'était que pour la publicité et qu'elle va se marier avec son cowboy. 

## Fiche technique
- Titre original : Broadway Arizona
- Réalisation : Lynn F. Reynolds
- Scénario : Lynn F. Reynolds
- Photographie : Clyde Cook
- Producteur :
- Société de production : Triangle Film Corporation
- Société de distribution : Triangle Distributing Corporation
- Pays d'origine :  États-Unis
- Langue : film muet avec les intertitres en anglais
- Métrage : 1 500 m (5 bobines)
- Format : Noir et blanc — 35 mm — 1,33:1 — Muet
- Genre : Comédie dramatique
- Durée : 50 minutes
- Dates de sortie :  États-Unis : 30 septembre 1917
- Licence : Domaine public

## Distribution
- Olive Thomas : Fritzi Carlyle
- George Chesebro : John Keyes
- George Hernandez : Oncle Isaac Horn
- Jack Curtis : Jack Boggs
- Dana Ong : l'attaché de presse
- Tom Guise : le vieux producteur
- Leola Mae : la squaw
- Robert Dunbar : le docteur